# Сабурталинская линия
Сабурталинская линия (груз. საბურთალოს ხაზი) — вторая линия Тбилисского метрополитена.

## Пересадки
| № | Пересадка на линию          | Со станции         | На станцию         |
| - | --------------------------- | ------------------ | ------------------ |
| 2 | Ахметели-Варкетилская линия | Садгурис моедани-2 | Садгурис моедани-1 |

## Станции
- Садгурис моедани-2 (Вокзальная площадь)
- Церетели
- Технический университет
- Медицинский университет
- Делиси
- Важа-Пшавела
- Государственный университет

## Характеристики станций
Все станции Сабурталинской линии имеют островные платформы.

### Типы станций
На сегодняшний день на Сабурталинской линии имеются станции следующих типов:

#### Колонная станция мелкого заложения
На Сабурталинской линии станции такого типа появились на пусковом участке «Садгурис моедани-2» — «Делиси» в 1979 году. Такие станции располагаются на глубине не более 15 метров и имеют высокую пропускную способность в часы пик. 
На 2025 год таких станций на Сабурталинской линии 2 — «Самедицино университети» (1979) и «Важа-Пшавела» (2000).

#### Односводчатая станция глубокого заложения
Данный тип станции не имеет никаких конструктивных элементов, помимо свода, и представляет собой однообъёмный большой зал. Станционный зал расположен на глубине от 20 метров. На Сабурталинской линии, станции такого типа появились на пусковом участке «Садгурис моедани-2» — «Делиси» — впервые в Тбилиси, в 1979 году.
На 2025 год таких станций на Сабурталинской линии, 3 — «Садгурис моедани-2», Техникури университети (1979) и «Государственный университет» (2017).

#### Колонная станция глубокого заложения
Такие станции располагаются на глубине от 20 метров и имеют высокую пропускную способность в часы пик. На Сабурталинской линии, станции такого типа появились на пусковом участке «Садгурис моедани-2» — «Делиси» в 1979 году.
На 2025 год таких станций на Сабурталинской линии, одна — «Церетели» (1979).

#### Односводчатая станция мелкого заложения
Данный тип станции не имеет никаких конструктивных элементов, помимо свода, и представляет собой однообъёмный большой зал. Станционный зал расположен на глубине до 20 метров. На Сабурталинской линии, станции такого типа появились на пусковом участке «Садгурис моедани-2» — «Делиси» в 1979 году.
На 2025 год таких станций на Сабурталинской линии одна — «Делиси» (1979).

## Описание
Линия открыта 15 сентября 1979 года пусковым участком Садгурис моедани-2 — Делиси из 5 станций.
В связи с открытием 2 апреля 2000 года станции «Важа-Пшавела», не имеющей путей для оборота, движение поездов на данном перегоне осуществлялось (до открытия станции «Государственный Университет») только по второму главному пути, остальные поезда после оборота на станции «Делиси» следовали обратно к «Садгурис моедани-2».
Участок до станции «Государственный Университет» достраивался с 2015 года на средства Азиатского банка развития с использованием задела советских времён — сооружённых на 80 % тоннелей.
Продление линии состоялось 16 октября 2017 года.
Линия обслуживается четырёхвагонными составами, которые состоят из вагонов модели 81-717М/714М и Ема-502М в перемешку.

## Галерея

Станция Государственный Университет
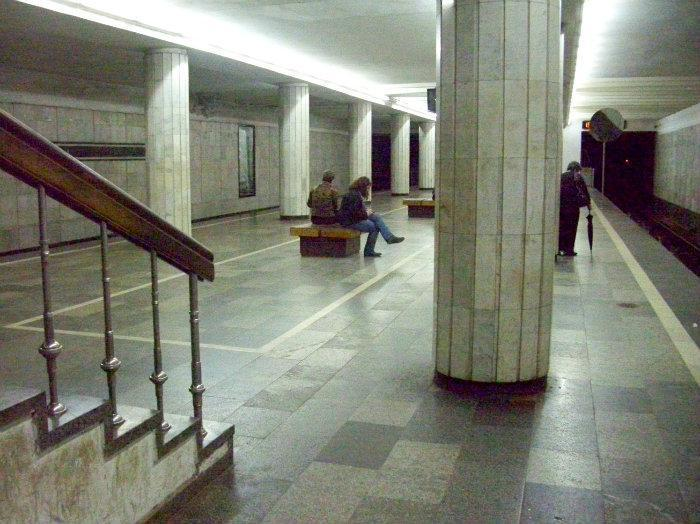
Станция Важа-Пшавела
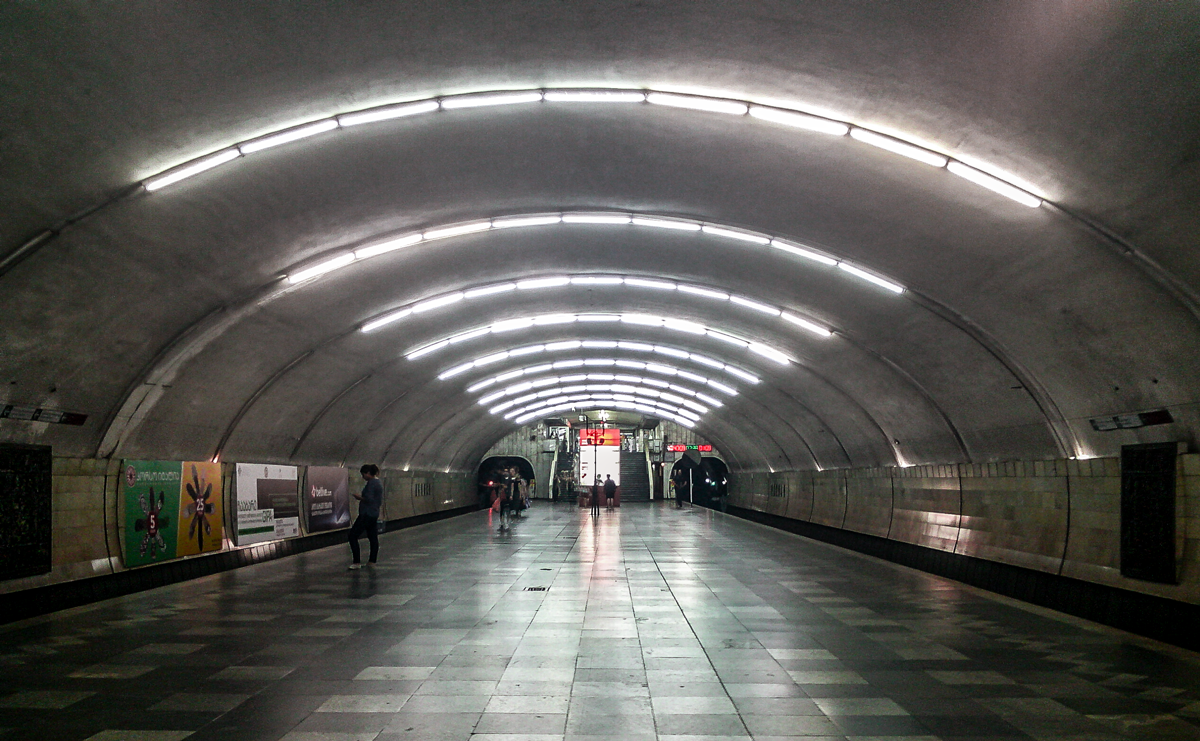
Станция Делиси
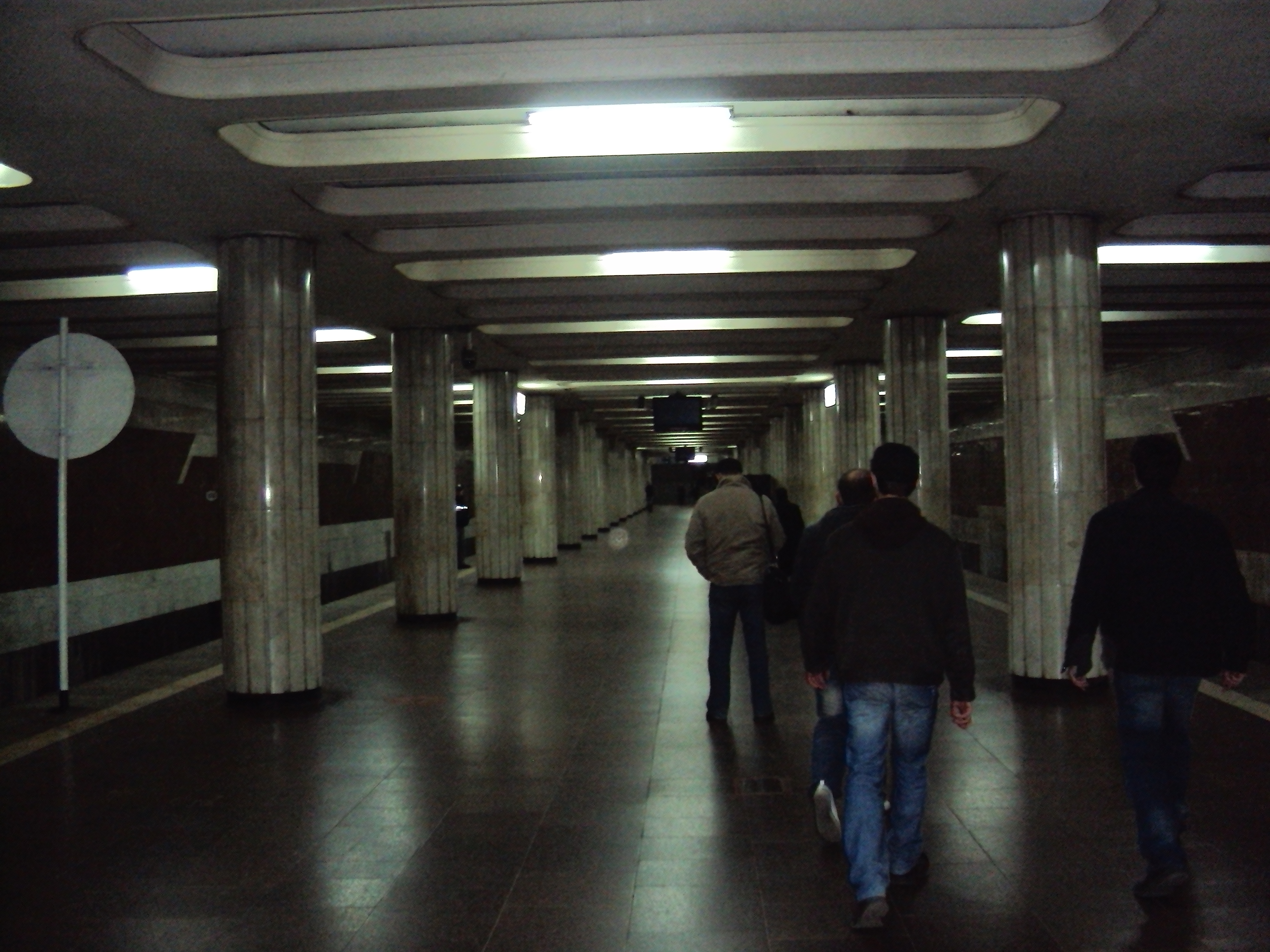
Станция Самедицино Университети
станция Текникури университети
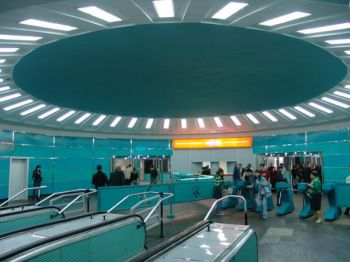
станция Церетели, вестибюль внутри (обновлённый)
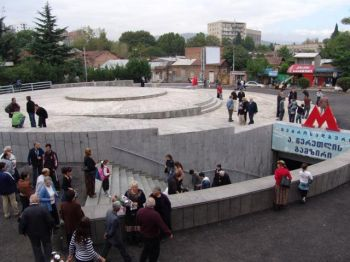
станция Церетели, беспавильонный вестибюль
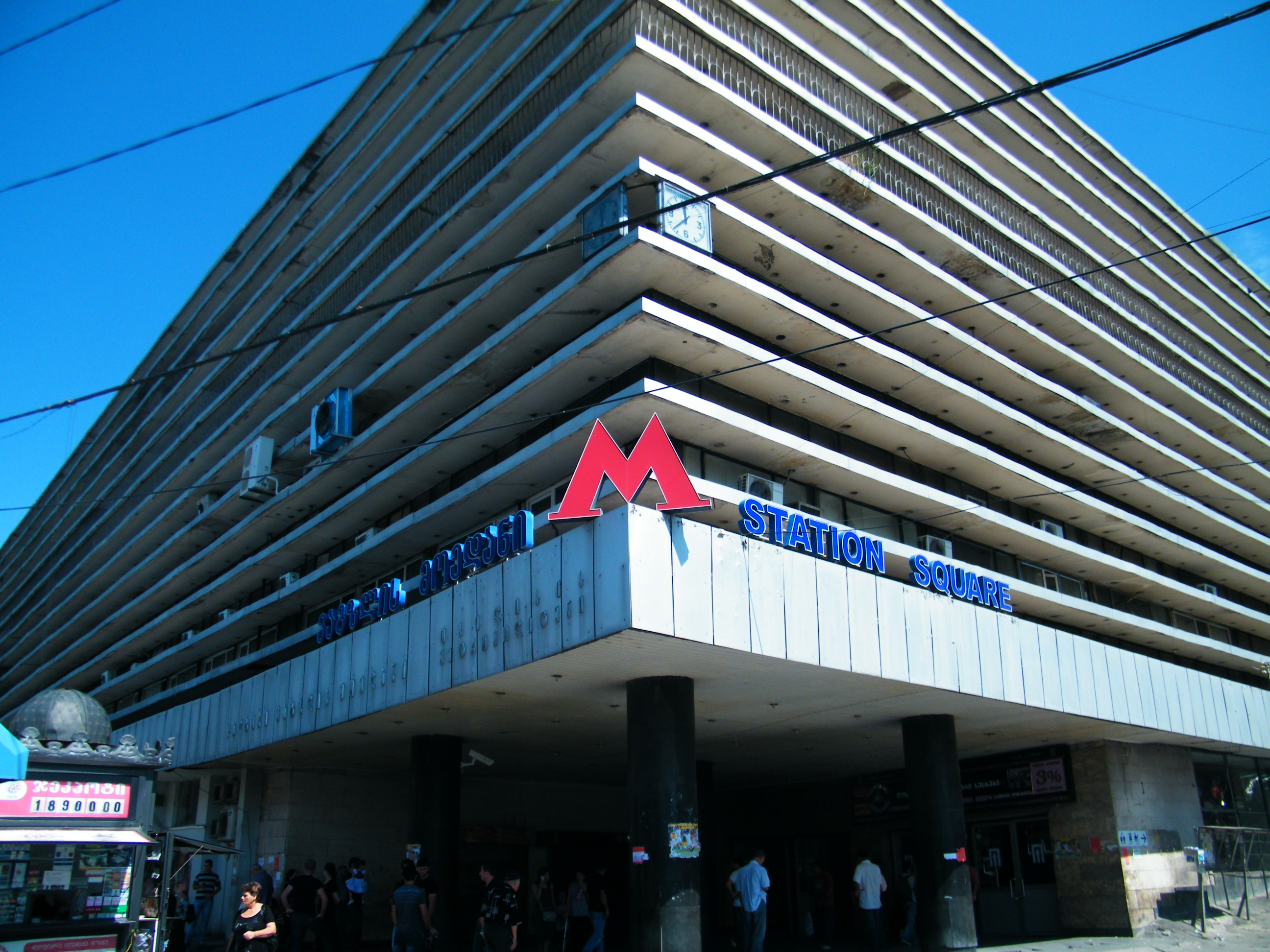
станция Садгурис моедани-2, встроенный вестибюль
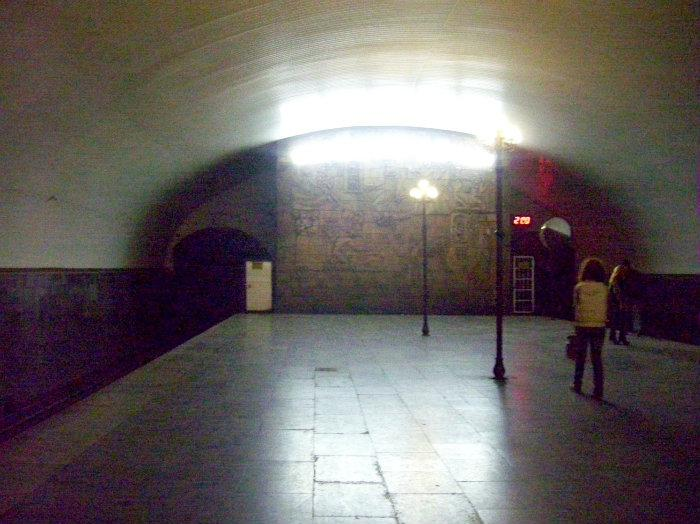
Станция Садгурис моедани-2